# Etioplast

Etioplasten in vergelijking met andere plastiden

Etioplasten worden in het donker geproduceerd uit proplastiden en/of chloroplasten, de etioplasten veranderen in het licht in chloroplasten.
Wanneer groene plantendelen worden afgedekt, verliezen zij hun kleur. Dit komt doordat de chloroplasten worden omgezet in etioplasten. Hierbij verandert de inwendige structuur van de chloroplast en zal het chlorofyl worden omgezet in andere verbindingen. Bladeren worden dan op deze manier lichtgeel tot wit van kleur, zoals bij witlof. Men zegt dat ze geëtioleerd zijn. Blootstelling aan licht zal de etioplasten terug omzetten in chloroplasten.